# Naafkopf
Naafkopf je planina u lancu Rätikon u Alpama, smještena na tromeđi Austrije, Lihtenštajna i Švicarske.